# 德·鲁伊特号轻巡洋舰
德·鲁伊特号轻巡洋舰 (荷蘭語：Hr. Ms. De Ruyter) 是荷兰皇家海军的一艘轻型巡洋舰。由于财政问题和和平主义运动，该舰最初被设计为排水量5,100吨的小型战船。在设计阶段的后期，该舰增加了一个额外的炮塔并加强了装甲。该舰是荷兰海军第七艘以海军上将米希尔·德·鲁伊特命名的舰艇。
德·鲁伊特号于1933年9月16日在斯希丹的Wilton-Fijenoord造船厂安放龙骨，并于1936年10月3日正式进入战斗序列。该舰最终于1942年在爪哇海海战中被日军击沉。

## 设计
德·鲁伊特号是在大萧条时期设计的，大萧条时期不仅是经济萧条时期，也是和平主义在荷兰广泛传播的时期。由于这些原因，该舰最初被称为flottieljeleider（舰队领袖）而不是巡洋舰，设计者在设计的同时也在尽一切努力削减成本。
该舰的任务是与现有的两艘爪哇级巡洋舰一同防御荷属东印度群岛；这个想法是，如果有三艘巡洋舰，即使必须修理一艘，也总有两艘可用。
然而，由于设计中的成本削减政策，德·鲁伊特号不能完全胜任她的任务。她的主炮（150毫米炮）与当时的其他轻巡洋舰相比之下明显火力不足，该舰的装甲也不足，并且缺乏远程高射炮。然而，她的火控系统非常出色。

## 服务历史
二战期间，德·鲁伊特号在荷属东印度群岛多次执行任务，试图抵御日本的入侵，但徒劳无功。该舰在1942年2月4日的巴厘岛海海战中被日军空袭，但损坏并不严重。2月18日，该舰参加了巴塘海峡海战。

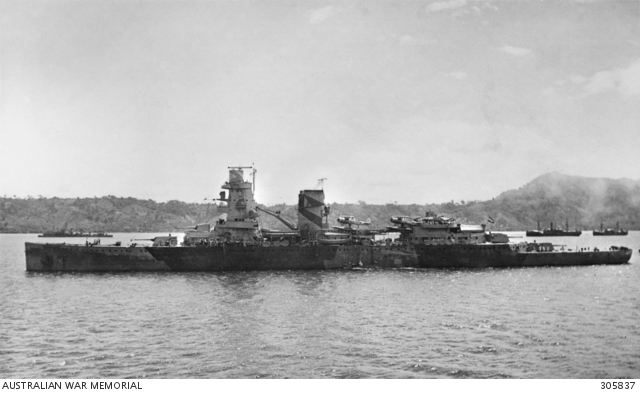
德·鲁伊特号在爪哇海海战前于港口停泊。

在2月27日的爪哇海海战中，德·鲁伊特号是荷兰海军少将卡雷尔·多尔曼的旗舰。27日晚，在爪哇岛北部海岸附近，美英荷澳司令部的联合舰队被日本海军重巡洋舰那智号和羽黑号突袭。在荷兰巡洋舰爪哇号被鱼雷击沉数分钟后，德·鲁伊特号在23点40分左右被羽黑号发射的93型鱼雷击中并起火，鱼雷还破坏了该舰的电气系统，使船员无法扑灭火灾。德·鲁伊特号于次日凌晨2点30分左右沉没，包括多尔曼海军少将在内的357人随该舰沉入海底。

## 残骸
德·鲁伊特号残骸于2002年12月1日被专业沉船潜水员发现，并被宣布为战争坟墓，船上的两个钟被打捞上岸，其中一个被运往海牙。爪哇号的残骸也在同一天被潜水员发现。
2016年，人们发现德·鲁伊特号大部分残骸已经从海床上消失，但残骸在海底留下的印记仍然存在。100多艘各国舰艇和潜艇在印尼、新加坡和马来西亚周边海域沉没；许多被指定为战争坟墓。众所周知，这些残骸被非法打捞，通常使用炸药。2017年2月，一份报告确认了有三艘沉船被非法打捞，其中就包括德·鲁伊特号。 

## 注脚
1. ↑  . Onze Vloot.   [2021-10-26]. （原始内容存档于2019-05-30）.
2. ↑  . TracesOfWar.com.   [2021-10-26]. （原始内容存档于2022-01-12）.
3. ↑  Visser, Jan. . Royal Netherlands Navy Warships of World War II.   [2015-07-15]. （原始内容存档于2021-10-26）.
4. ↑  . Jaime Karreman.   [2021-10-26]. （原始内容存档于2021-08-25）.
5. ↑  Cox, Jeffrey R. .   [2018-03-19]. （原始内容存档于2019-02-02）.
6. ↑  . TracesOfWar.com.   [2021-10-26]. （原始内容存档于2021-10-26）.
7. ↑  PacificWrecks.com. . Pacific Wrecks.   [2019-01-22]. （原始内容存档于2021-10-26）.
8. ↑  Oliver Holmes and agencies. . 2016-11-16  [2016-11-16]. （原始内容存档于2021-10-26）.
9. ↑   (PDF).   [2021-10-26]. （原始内容 (PDF)存档于2017-04-15）.
10. ↑  Hoare, James. . Historyanswers.co.uk.   [2019-01-22]. （原始内容存档于2021-10-28）.